# تلمبه ایثار
تلمبه ایثار یک منطقهٔ مسکونی در ایران است که در دهستان گلستان (سیرجان) واقع شده‌است. تلمبه ایثار ۱۶ نفر جمعیت دارد.